# ジョン・アールバーグ
ジョン・O・アールバーグ（John O. Aalberg, 1897年4月3日 - 1984年8月30日）は、アメリカ合衆国のレコーディング・エンジニアである。『市民ケーン』や『素晴らしき哉、人生!』などに参加している。アカデミー賞に10回ノミネートされたが何れも受賞には至らず、1982年度にゴードン・E・ソーヤー賞が贈られた。

## 受賞とノミネート
| 賞           | 年     | 部門                    | 作品名                      | 結果       |
| ------------ | ------ | ----------------------- | --------------------------- | ---------- |
| アカデミー賞 | 1936年 | 録音賞                  | 世界の歌姫                  | ノミネート |
| アカデミー賞 | 1937年 | 録音賞                  | ラヂオの歌姫                | ノミネート |
| アカデミー賞 | 1938年 | 録音賞                  | Vivacious Lady              | ノミネート |
| アカデミー賞 | 1939年 | 録音賞                  | ノートルダムの傴僂男        | ノミネート |
| アカデミー賞 | 1940年 | 録音賞                  | 恋愛手帖                    | ノミネート |
| アカデミー賞 | 1940年 | 特殊効果賞              | 新ロビンソン漂流記          | ノミネート |
| アカデミー賞 | 1941年 | 録音賞                  | 市民ケーン                  | ノミネート |
| アカデミー賞 | 1946年 | 録音賞                  | 素晴らしき哉、人生!         | ノミネート |
| アカデミー賞 | 1951年 | 録音賞                  | ブロードウェイへの2枚の切符 | ノミネート |
| アカデミー賞 | 1954年 | 録音賞                  | 奥様は芳紀十七才            | ノミネート |
| アカデミー賞 | 1982年 | ゴードン・E・ソーヤー賞 | N/A                         | 受賞       |